# 49-й Нью-Йоркский пехотный полк
49-й Нью-Йоркский пехотный полк (49th New York Volunteer Infantry Regiment) — представлял собой один из пехотных полков армии Союза во время Гражданской войны в США. Полк был сформирован в сентябре 1861 года и участвовал во всех сражениях войны на востоке от осады Йорктауна до сражения при Аппоматтоксе.

## Формирование
1 августа 1861 года полковник Дениель Бидуэлл был уполномочен военным департаментом набрать пехотный полк. Этот полк был набран в Буффало и 18 сентября получил свою официальную нумерацию. В тот же день его дополнили ротой Fremont Rifles и приняли на службу в армию США сроком на 3 года. Роты полка были набраны в основном в округах Шатокуа (A,G,I и K), Эри (B, D, E и F), Уэстчестер (рота С, Fremont Rifles) и Ниагара (рота Н).
Власти штата Нью-Йорк выдали полку 846 гладкоствольных мушкетов образца 1842 года калибра .69.
Первым командиром полка стал полковник Денеиль Бидуэлл, лейтенантом - Уильям Элбергер. Место майора первое время оставалось вакантным.

## Боевой путь
20 сентября полк покинул штат, и отправился в Вашингтон. По пути полк пешим маршем прошёл через город Балтимор, при этом полковник Бидуэлл приказал держать ружья заряжёнными на случай нападения. В 20:00 полк прибыл в Вашингтон, и был включён в бригаду Исаака Стивенса (3-ю бригаду дивизии Уильяма Смита). 
14 октября полк впервые оказался под огнём во время перестрелки у Левинсвилла. В этой перестрелке полк потерял 2 человека ранеными.
21 октября майором полка стал Джордж Вашингтон Джонсон.